# Abrothallus parmotrematis
Abrothallus parmotrematis är en lavart som beskrevs av Diederich 1989. Abrothallus parmotrematis ingår i släktet Abrothallus, divisionen sporsäcksvampar och riket svampar.   Inga underarter finns listade i Catalogue of Life.